# Rezerwat przyrody Stramniczka
Rezerwat przyrody „Stramniczka” – rezerwat torfowiskowy o powierzchni 94,49 ha, utworzony 27 września 2007, w województwie zachodniopomorskim, w powiecie kołobrzeskim, w gminie Dygowo, 2 km na wschód-południowy wschód od przystanku Stramnica po północnej stronie linii kolejowej Białogard-Kołobrzeg, 2 km na północny zachód od Dygowa oraz 8 km na południowy wschód od Kołobrzegu.
Celem ochrony jest zachowanie torfowiska wysokiego typu bałtyckiego i mszarników wrzośca bagiennego (Erica tetralix).